# Blackwater Park
Blackwater Park — п'ятий студійний альбом шведського прогресив-метал гурту Opeth. Він вийшов 12 березня 2001 року в Європі, а через день у Північній Америці через Music for Nations та Koch Records. Альбом знаменує собою першу співпрацю між фронтменом Porcupine Tree Стівеном Вілсоном та гуртом, оскільки Вільсон був залучений до продюсування альбому, що призвело до значних зрушень у музичному стилі Opeth.
Blackwater Part не проводив графіки в Північній Америці та Великої Британії. В альбомі вийшло два сингли: «The Drapery Falls» і «Still Day Under the Sun». Його вважають магнум-опусом гурту. Відповідно, «Blackwater Park» отримав високу оцінку і похваду критиків після виходу, зокрема Едуардо Рівадавія з AllMusic заявив, що "це, безсумнівно, дуже зрілий альбом, й ідеальний вступ до їхньої видатної роботи".

## Виробництво
Після декількох концертних концертів у Європі гітарист і вокаліст Opeth Мікаель Окерфельдт поїхав до будинку старого друга у Стокгольмі, Швеція, щоб записати кілька демонстраційних роликів та розробити ідеї для нового альбому. Альбом названо в честь німецького прогресивного року з таким же ім'ям, і він був першим, для якого гурт придумав назву, перш ніж вони взагалі почали його записувати. Кілька місяців потому, коли Окерфельдт обідав із фронтменом Porcupine Tree Стівеном Вілсоном, Окерфельдт обговорював ідею Вільсона продюсувати наступний альбом Opeth. Після того, як Окерфельдт надіслав Вільсону демонстраційні записи, які він записав, Вільсон погодився створити альбом. 
Opeth увійшов до студії Fredman, щоб розпочати роботу над Blackwater Park 10 серпня 2000 р.. Гурт раніше не писав тексти пісень і лише тричі репетирувала до вступу в студію. Інженер гурту Фредрік Нордстрем домовився, що гурт залишиться в маленькій кімнаті в студії, яка мала чотири ліжка. Opeth пробули там близько двох тижнів, а потім пізніше здали квартиру члену Dark Tranquillity Мікаелю Стенну. Записавши основні ударні, ритм партії, бас та акустичні гітари, Вілсон прибув, щоб створити чистий вокал та додати гітарні соло. Окерфельдт писав, що Вільсон мав "величезний вплив на запис", і після роботи з ним гурт вийшов на "новий рівень".
Окерфельдт описав запис альбому як "досить плавний". Soilwork записували у студії одночасно з Opeth. Окерфельдт писав, що Opeth почувалися як "купа аматорів, у порівнянні з ними. Вони весь час працювали. Коли вони прийшли на кухню на перерву, ми все ще були там, на тій самій перерві, яку ми зробили 3 години тому. Ми не хочемо, щоб це стало «роботою» чи чимось, чим ви займаєтесь, бо ви повинні. Ми хочемо гарно провести час, і, отже, ми працюємо лише тоді, коли відчуваємо натхнення".

## Випуск
Спочатку Blackwater Park вийшов 12 березня 2001 року в Європі, а через день — у Північній Америці. Це був перший альбом Opeth, який вийшов у Північній Америці одночасно з рештою світу. Він вийшов на форматах компакт-дисків та вінілових пластинок. Спеціальне видання «Blackwater Park» було видано в 2001 році з другим бонус-диском, що включав «Still Day Under the Sun» та «Patterns in the Ivy II». Ці два бонусні треки були видані разом у вигляді 7-дюймового мініальбому, що складається лише з вінілів, від Robotic Empire Records у лютому 2003 року. Лімітований випуск цього альбому розпродався менш ніж за 24 години і продовжує залишатися одним із найпопулярніших релізів. Також вийшло два сингли для реклами Blackwater Park. Скорочена версія радіомонтажу «The Drapery Falls» вийшла як промо-сингл. Пізніше бонусний трек «Still Day Under the Sun» був виданий лише як вініловий сингл. 
«Blackwater Park» не потрапив у чарти США чи Великої Британії. Станом на травень 2008 року Блеквотер-Парк продав понад 93 000 примірників у США.
29 березня 2010 року Opeth випустив видання «Legacy Edition» альбому Blackwater Park, який включав живу версію «The Leper Affinity», а також другий DVD, який є цілим альбомом у форматі 5.0 Surround Sound, та створення документального фільму. Ця версія вийшла в Північній Америці у квітні 2012 року під назвою The End Records.

## Відгуки й відзнаки

### Відгуки критиків
«Blackwater Park» отримав позитивний відгук у своєму першому випуску, а Opeth порівнювали з групами критиків з попередніх епох. У своєму огляді альбому The Village Voice писали, що "Opeth малює на епічному полотні, що звучить часом як ... метал-відповідь на King Crimson 70-х". CMJ також написав дуже позитивну рецензію, назвавши альбом "божественним ... метал-синтезом Pink Floyd і Бітлз". Канадський музичний журнал Exclaim! написав, що альбом "може бути найкращою металевою платівкою цього року, і він вартує кожну частинку енергії, яку гурт вклав у його створення".
Едуардо Рівадавія з AllMusic написав, що альбом був "твором, що захоплює дух творчої широти", і підкреслив схвальну критику альбому, зазначивши, що "аж з моменту виходу революційного шедевра Tiamat «Wildhoney» 1994 року екстремальна метал-сцена не була свідком такого величезного фанатичного ентузіазму та рівномірної похвали критиків, яку дарують альбому Blackwater Park". Він також сказав, що це "безумовно дуже зрілий альбом гурту, а отже, є ідеальним вступом до його видатної роботи". В огляді перевидання «Legacy Edition» для Pitchfork Нед Реггетт похвалив альбом, написавши, що "Blackwater Park має репутацію, якою він користується значною мірою, оскільки жодна з пісень не відповідає одній і тій же формулі, натомість перебирає варіації загальних тем, що підводять до драматичного завершення у фінальній композиції".
Більш неоднозначний відгук вийшов від Алекса Сільвері зі Sputnikmusic, який високо оцінив кілька пісень альбому, але негативно написав про «The Drapery Falls», «Dirge for November» та «The Funeral Portrait», які Сільвері назвав "нудними до сліз".

### Відзнаки
У червні 2020 року Loudwire назвав «Blackwater Park» альбомом номер один прогресивного металу всіх часів.
Альбом зайняв вісімнадцяте місце у списку "найкращих металевих альбомів" IGN, виданому в січні 2007 року.
У 2012 році Loudwire зазначив «Blackwater Park» другим номером у своєму списку 50 найкращих пісень металу 21 століття.
У червні 2015 року Rolling Stone поставив «Blackwater Park» на 28-е місце у списку найкращих прогресивних рок-альбомів усіх часів.
У 2017 році Rolling Stone поставив Blackwater Park на 55-е місце у списку "100 найкращих метал альбомів усіх часів.
TeamRock помістив альбом на 36 місце у їхньому списку 100 найкращих альбомів за весь час.

## Трек-лист
Автор слів Mikael Åkerfeldt. 
| #     | Назва                                | Автор музики              | Тривалість |
| ----- | ------------------------------------ | ------------------------- | ---------- |
| 1.    | «The Leper Affinity»                 | Åkerfeldt                 | 10:23      |
| 2.    | «Bleak»                              | Åkerfeldt                 | 9:15       |
| 3.    | «Harvest»                            | Åkerfeldt                 | 5:58       |
| 4.    | «The Drapery Falls»                  | Åkerfeldt                 | 10:52      |
| 5.    | «Dirge for November»                 | Åkerfeldt, Peter Lindgren | 7:51       |
| 6.    | «The Funeral Portrait»               | Åkerfeldt                 | 8:42       |
| 7.    | «Patterns in the Ivy» (instrumental) | Åkerfeldt                 | 1:50       |
| 8.    | «Blackwater Park»                    | Åkerfeldt, Lindgren       | 12:08      |
| 66:59 |                                      |                           |            |

| Перевидання, бонусний диск | Перевидання, бонусний диск   | Перевидання, бонусний диск |
| #                          | Назва                        | Тривалість                 |
| -------------------------- | ---------------------------- | -------------------------- |
| 1.                         | «Still Day Beneath the Sun»  | 4:34                       |
| 2.                         | «Patterns in the Ivy II»     | 4:12                       |
| 3.                         | «Harvest» (multimedia track) | 6:01                       |

## Склад
- Мікаель Окерфельдт — вокал, гітара, акустична гітара
- Пітер Ліндгрен — гітара
- Мартін Мендес — бас
- Мартін Лопес — барабани

### Додаткові музиканти
- Стівен Вілсон — чистий і бек-вокал на «Bleak», «Harvest», «The Funeral Portrait» та «The Drapery Falls», фортепіано, додаткова гітара, продюсер платівок, інжиніринг, міксинг
- Маркус Ліндберг — шейкери

### Виробництво
- Опет — виробництво, проєктування, змішування, твори мистецтва
- Фредрік Нордстрем — технічна обробка, змішування
- Геран Фінберг — мастеринг

### Додатковий склад
- Гаррі Велямякі — фотографія
- Тревіс Сміт — твір мистецтва

## Чарти

### Щотижневі
| Chart (2001) | Найвища позиція |
| ------------ | --------------- |
| 10           | 10              |

### Щомісячні
| Чарт (2001)            | Найвища позиція |
| ---------------------- | --------------- |
| Польща ( ZPAV Top 100) | 31              |